# 4Real 4Real
4Real 4Real è il quarto album in studio del rapper statunitense YG, pubblicato nel 2019.

## Tracce
1. Hard Bottoms & White Socks – 3:48
2. Bottle Service – 2:53
3. In the Dark – 3:12
4. Go Loko (featuring Tyga & Jon Z) – 4:59
5. Stop Snitchin – 2:30
6. I Was on the Block (featuring Valee & Boogie) – 4:01
7. Keshia Had a Baby (featuring Rose Gold) – 3:58
8. Heart 2 Heart (featuring Meek Mill, Arin Ray & Rose Gold) – 3:51
9. Play Too Much (featuring Safe) – 3:24
10. Do Not Disturb (featuring Kamaiyah & G-Eazy) – 3:06
11. Do Yo Dance (featuring Kamaiyah, RJ, Mitch & Ty Dolla Sign) – 4:30
12. Her Story (featuring Day Sulan) – 1:57
13. My Last Words (Nipsey Tribute) – 2:41
14. Stop Snitchin (Remix) (featuring DaBaby) – 2:17